# Cassandra

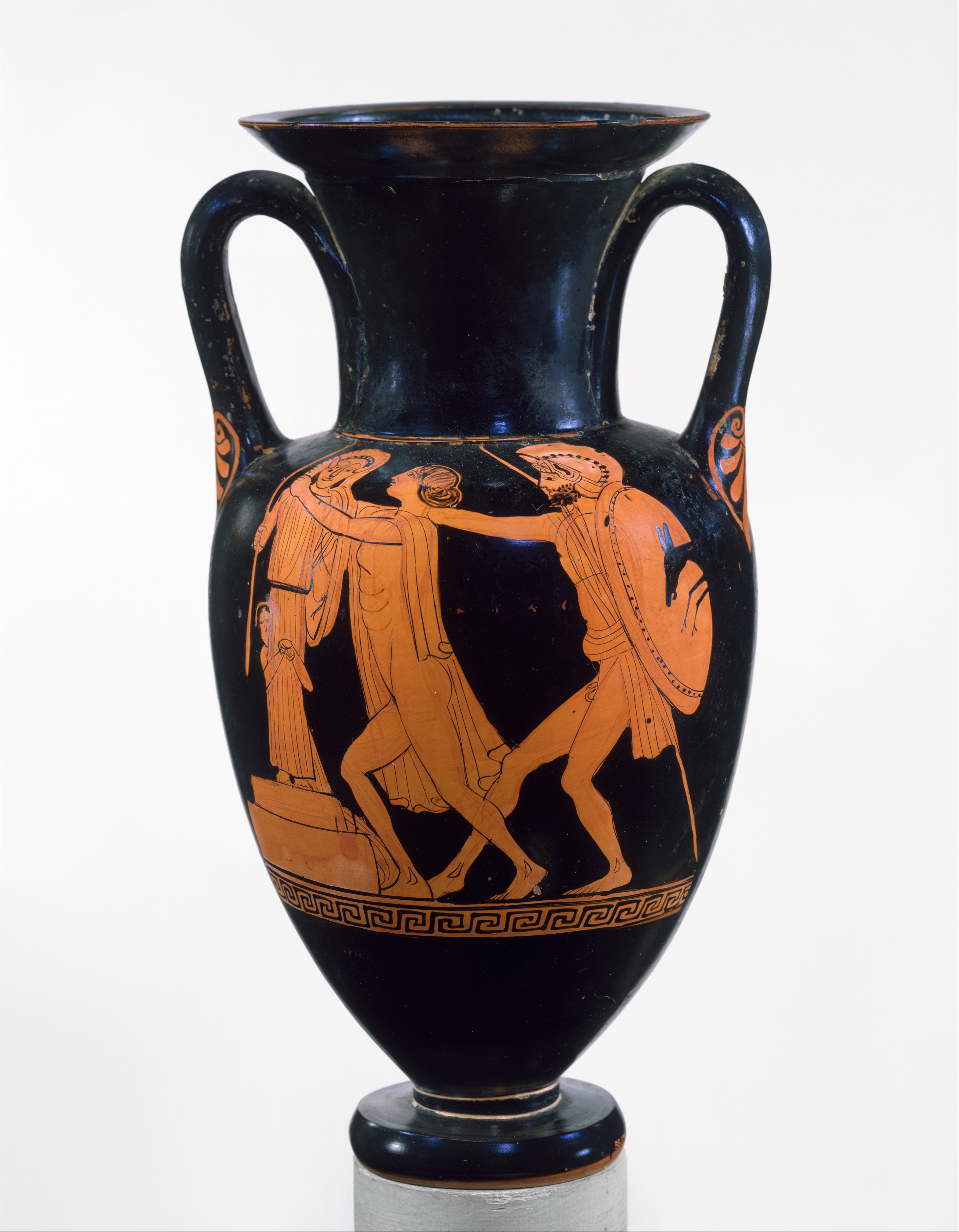
"Cassandra và Ajax", hình minh họa trên chiếc bình cổ bằng đất nung ra đời khoảng năm 450 trước Công nguyên

Trong thần thoại Hy Lạp, Cassandra hay Kassandra (tiếng Hy Lạp cổ: Κασσάνδρα) là con gái vua Priam và hoàng hậu Hecuba của thành Troy. Cô là em gái sinh đôi của Helenus, đồng thời cũng là em gái của Hector và Paris. Vẻ đẹp của cô khiến thần Apollo si mê và thần đã trao cho cô một món quà là quyền nhìn thấy được tương lai. Trong một dị bản khác, cô được những con rắn trong đền thờ thần Apollo liếm vào tai nên có thể nghe thấy tương lai.
Khi Cassandra từ chối tình cảm của Apollo, cô bị Apollo nguyền rủa rằng "cô và con cháu của cô sẽ thấy được tương lai nhưng không một ai sẽ tin vào điều đó". Cassandra là nhân vật chính trong các sử thi và các vở bi kịch.
"Tâm trạng Cassandra" là thuật ngữ dùng để thể hiện trạng thái tâm lý bất lực khi không thể nói, giúp đỡ người khác trong khi bản thân có khả năng.
Còn lời cảnh báo Cassandra là cảnh báo trước một sự cố không may mà không ai muốn nghe hoặc không tin vào nó.

## Thần thoại
Thần Apollo đem lòng si mê Cassandra nên đã ban tặng cho cô khả năng có thể tiên tri với hi vọng cô sẽ yêu lại mình, nhưng Cassandra không đáp lại tình cảm với thần Apollo. Điều này khiến Apollo giận dữ, nhưng thần chỉ có thể trao tặng món quà đó chứ không thể lấy lại được. Vậy nên thần nguyền rủa Cassandra chỉ có thể tiên đoán trước được những điều tồi tệ, và không có ai sẽ tin vào lời tiên tri của cô.
Lời nguyền của Apollo trở thành nỗi đau đớn và thất vọng đến tột cùng của cô. Cô bị cả gia đình và những người ở Troy coi là kẻ dối trá và điên rồ. Vì điều này, cha cô là vua Priam đã nhốt cô trong buồng ngủ và canh gác cô như đối với một người phụ nữ điên rồ. Dù Cassandra đã đưa ra nhiều lời tiên tri khiến nhiều người không thể tin được, nhưng vẫn có một lời tiên đoán của cô được tin tưởng, đó là việc hoàng tử Paris chính là người anh trai bị bỏ rơi của cô.

Trước khi chiến tranh thành Troy diễn ra, Cassandra tiên đoán được rằng nếu Paris tới Sparta và đưa Helen trở về Troy với tư cách là vợ của mình, thì điều đó sẽ châm ngòi cho chiến tranh và sự sụp đổ của thành Troy. Bất chấp lời tiên tri và cảnh báo của Cassandra, Paris vẫn tới Sparta và đưa Helen trở về. Trong khi mọi người ở thành Troy vui mừng thì Cassandra tức giận trước sự xuất hiện của Helen. Cô phẫn nộ giật lấy tấm che mạng vàng của Helen và thậm chí còn xé tóc của Helen.

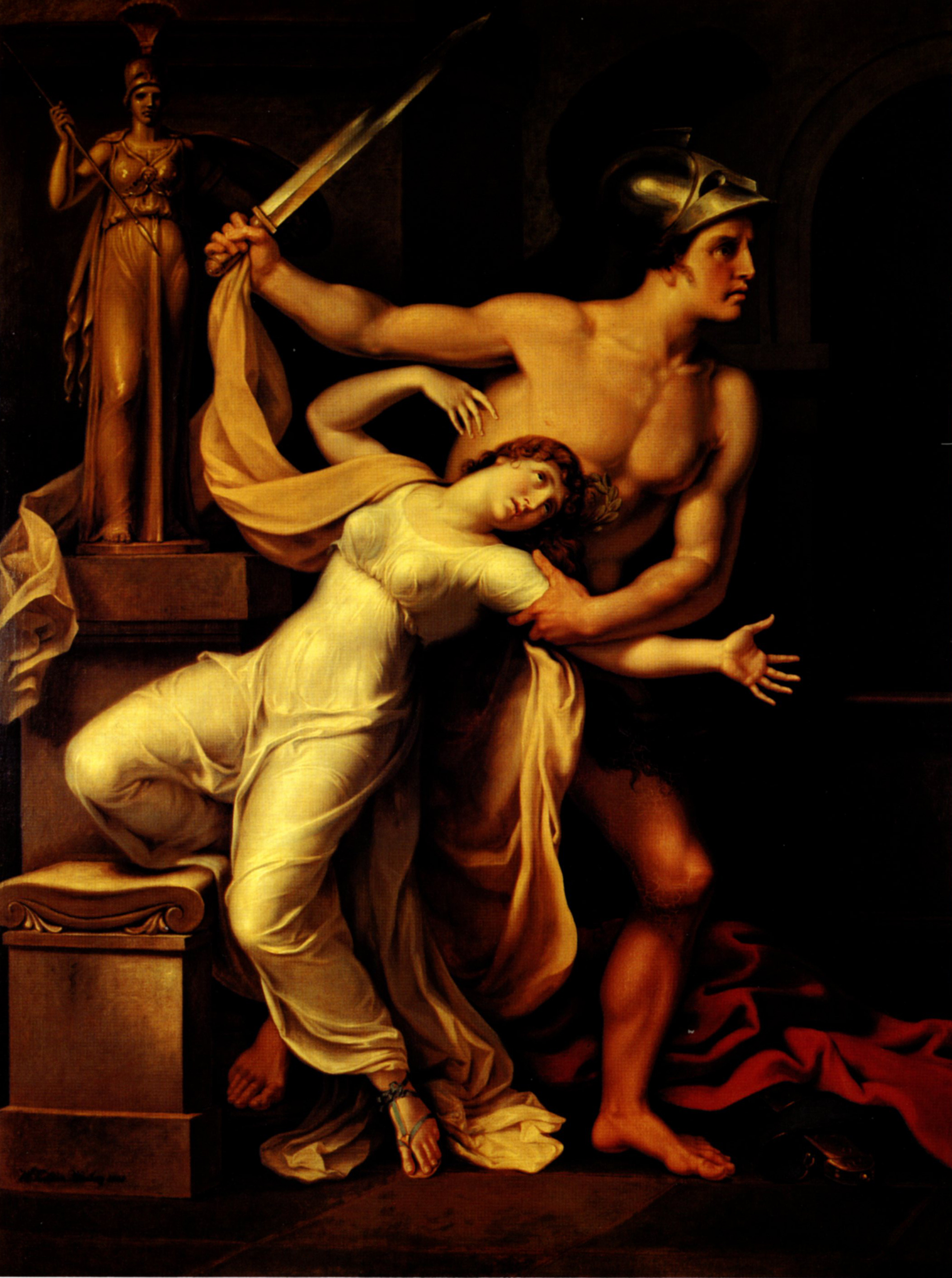
Ajax và Cassandra, tranh của Johann Heinrich Wilhelm Tischbein, 1806

Trong chiến tranh thành Troy, Coroebus và Othronus đến hỗ trợ thành Troy vì tình yêu với Cassandra và muốn đổi lại là được kết hôn với cô, nhưng cả hai đều bị giết. Theo một dị bản, vua Priam hứa trao Cassandra cho con trai của Telephus là Eurypylus để Eurypylus đứng về phe quân thành Troy. Cassandra cũng là người đầu tiên nhìn thấy thi thể anh trai của mình là Hector được đem trở về thành.
Khi người dân thành Troy tưởng rằng quân Hy Lạp đã rút lui và đang ăn mừng chiến thắng bằng một bữa tiệc linh đình, Cassandra đến cảnh báo họ rằng những chiến binh Hy Lạp đang ẩn trốn trong con ngựa thành Troy, tuy nhiên không có ai tin cô. Cố gắng chứng tỏ mình đúng, Cassandra một tay cầm rìu và một tay cầm ngọn đuốc đang cháy chạy đến chỗ con ngựa thành Troy với ý định tiêu diệt những người Hy Lạp bên trong đó, tuy nhiên cô đã bị quân Troy ngăn lại. Những người Hy Lạp ẩn nấp bên trong con ngựa cảm thấy nhẹ nhõm, nhưng họ cũng bàng hoàng vì cô đã đoán biết trước mưu kế của họ một cách rõ ràng. Kết quả là thành Troy bị thất thủ vì không có ai tin lời của Cassandra.

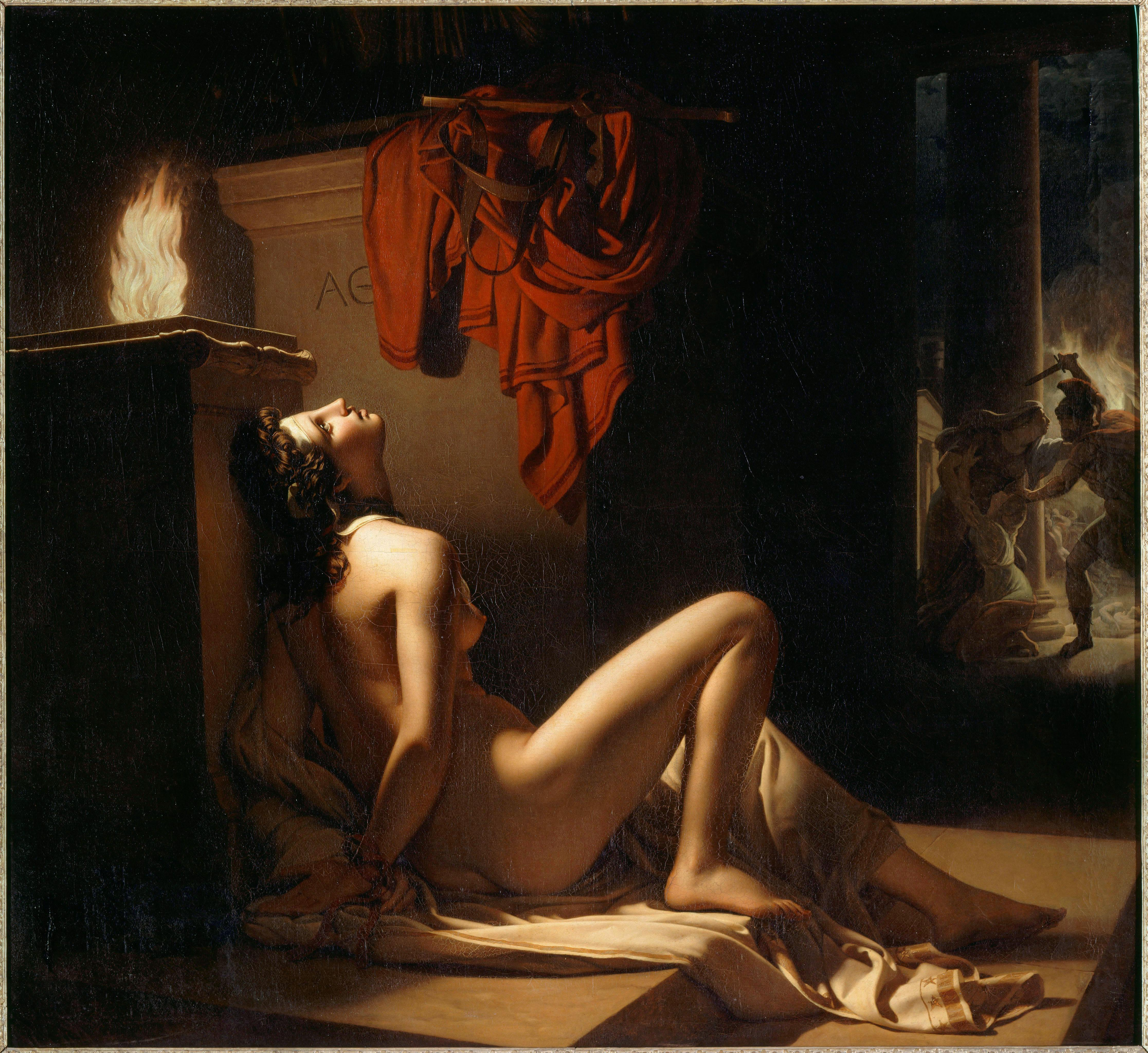
Cassandra cầu xin Athena để trả thù Ajax, tranh của Jerome-Martin Langlois, 1810–1838.

Khi thành Troy thất thủ, Cassandra tìm chỗ trú ẩn trong đền thờ nữ thần Athena. Cô ôm lấy bức tượng Athena bằng gỗ để cầu xin được bảo vệ, nhưng cô bị Ajax Bé tới bắt cóc và cưỡng hiếp dã man. Cassandra bám chặt vào bức tượng nữ thần đến nỗi mà đã làm bức tượng bật ra khỏi bệ khi Ajax lôi cô đi. Hành động của Ajax là một sự báng bổ bởi vì Cassandra là người đã cầu xin tại nơi tôn nghiêm, việc Ajax cưỡng hiếp Cassandra càng làm ô uế ngôi đền thiêng liêng này. Sau đó, Ajax Bé đã bị thần Athena và thần Poseidon giết chết.

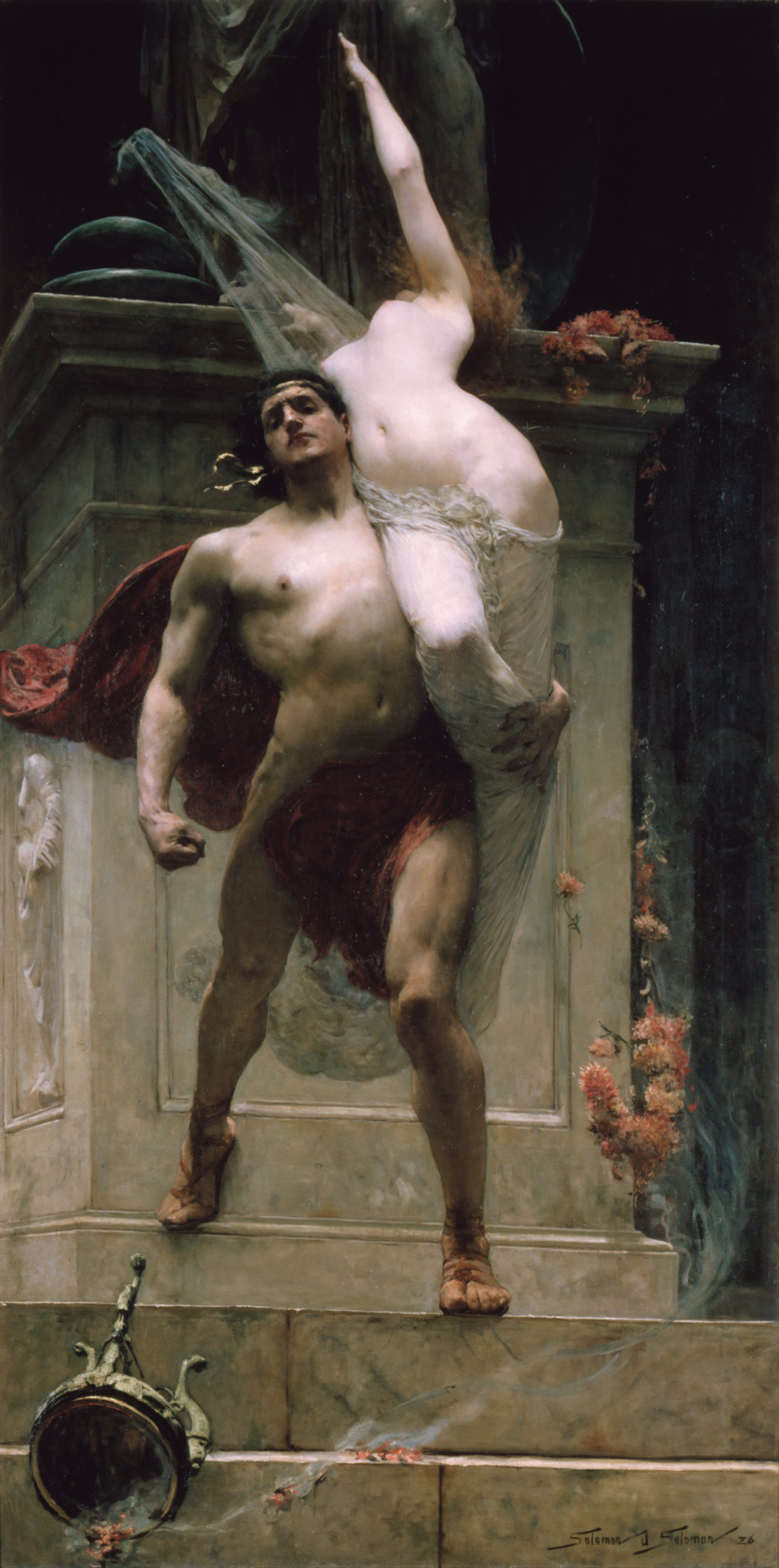
Ajax và Cassandra, tranh của Solomon J. Solomon, 1886.

Trong một số dị bản, Cassandra cố tình để lại một chiếc rương ở thành Troy với một lời nguyền đến người Hy Lạp nào mở ra nó trước tiên. Trong chiếc rương là hình ảnh của thần rượu nho Dionysus do thần Hephaestus tạo ra và được thần Zeus trao tặng đến cho những người thành Troy. Nó được trao cho vị thủ lĩnh người Hy Lạp Eurypylus như một phần chiến lợi phẩm  mừng chiến thắng ở thành Troy. Khi anh ta mở chiếc rương ra và nhìn thấy hình ảnh của vị thần, anh ta đã trở nên điên loạn.
Sau chiến tranh, Cassandra trở thành vợ lẽ của Agamemnon. Cô cảnh báo với ông rằng người vợ chính thất của ông là Clytemnestra cùng người tình Aegisthus của bà ta sẽ giết chết ông khi ông trở về, thế nhưng ông không tin lời cô nói. Cuối cùng, Agamemnon bị giết và sau đó Cassandra cũng bị sát hại. Nhiều nguồn khác nhau cho rằng Cassandra và Agamemnon có với nhau hai người con trai sinh đôi là Teledamus và Pelops, cả hai người con này cũng bị Aegisthus giết chết.